# 上加拿大叛亂
上加拿大叛亂是1837年叛亂中的一場短暫的戰役，發生在加拿大南部和美國北部之間的大湖區。一群自稱為愛國獵手的人組成了一支民兵組織，曾企圖佔領兩國的一些城市和堡壘等，但愛國獵手很快被兩國的政府聯手打敗。
對比下加拿大叛乱，上加拿大叛亂的規模並不算大，所以對整場1837年叛亂的影響亦較為有限。
1837年12月5日，在上加拿大叛乱的最后阶段，威廉·莱昂·麦肯齐于尼亚加拉河中的海军岛上宣布建立加拿大共和国。